# Lia Rumantscha

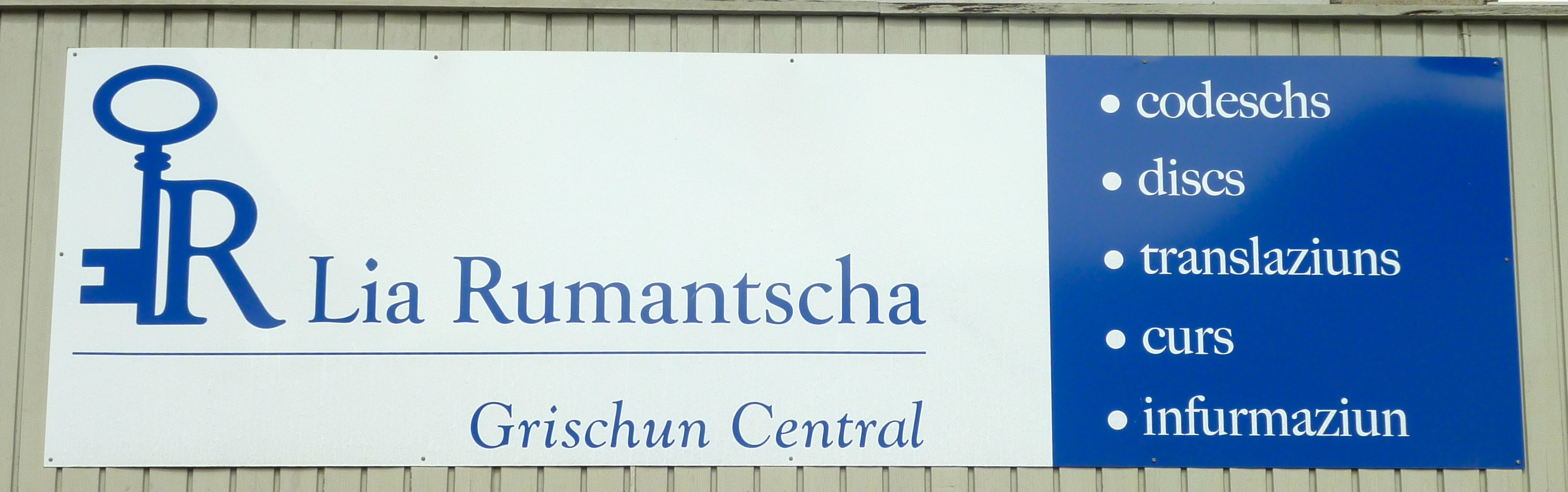

La Lia Rumantscha (acrónimo LR; en suprasilvano Ligia Romontscha) es una institución suiza que nuclea a todas las organizaciones de la lengua romanche.
Fundada en 1919, tiene su sede en Coira, en la Chasa Rumantscha. También posee oficinas regionales en Casti-Wergenstein, Ilanz/Glion, Surses y Scuol.
Se dedica al fomento de la lengua y cultura romanches.

## Filiales
- Surselva Romontscha para toda Surselva,
- Uniun Romontscha Grischun Central para Oberhalbstein y Sutselva,
- Uniun dals Grischs para Engadina, Münstertal y Bravuogn,
- Societad retorumantscha, fundada en 1885, que desde 1938 está a cargo de la edición y publicación del «Dicziunari Rumantsch Grischun» (www.drg.ch),
- Uniun per la Litteratura Rumantscha (ULR).
- Giuventetgna Rumantscha (GiuRu), fundada en 1991, que edita la revista «Punts», y también asumen conjuntamente la actualización del Pledari Grond.